# Symfonie nr. 4 (MacMillan)
James MacMillan voltooide zijn Symfonie nr. 4 in 2015.
Hij schreef deze symfonie met bijdragen van BBC Radio 3, het Pittsburgh Symphony Orchestra en de Berkeley Symphony. BBC Radio 3 bestelde het werk in het kader van de Proms-concerten in 2015. Het werk ging dan ook daar en toen in première. Het BBC Scottish Symphony Orchestra speelde het op 3 augustus 2015 onder leiding van hun dirigent Donald Runnicles in de Royal Albert Hall. Na de pauze die dat volgde nog Symfonie nr. 5 van Gustav Mahler. De Amerikaanse orkesten volgden "pas" een jaar later, Pittsburgh op 14 en 16 oktober 2016 (zij combineerden het met Dvořáks Symfonie nr. 9), Berkeley in december 2016.  
De componist schreef over zijn eigen werk dat hij met dit werk de muziekgeschiedenis doornam van Claudio Monteverdi en Robert Carver tot en met de Hedendaagse klassieke muziek met Pierre Boulez en Harrison Birtwistle. MacMillan haalde in vraaggesprekken naar aanleiding van dit werk vooral Robert Carver aan, die hij bewondert en waardoor hij beïnvloed is. Hij zei voorts in The Scotsman dat hij het werk rondom de ideeën van Carver heeft gestructureerd. Hij legde daarbij de nadruk op rituelen binnen beweging, vermaning, smeekbedes en vreugde. Het resulteerde in een eendelig werk, dat geen climax kent, de luisteraar moet bij zichzelf te raden gaan.
Orkestratie:
- 2 dwarsfluiten (II ook piccolo), 2 hobo’s (II ook althobo), 2 klarinetten (II ook basklarinet), 1 fagot, 1 contrafagot
- 4 hoorns, 3 trompetten, 3 trombones, 1 tuba
- 3 man/vrouw percussie, harp, piano/celesta
- violen, altviolen, celli, contrabassen